# Центральная курьерская служба
Центральная курьерская служба (ЦКД; от нем. Zentraler Kurierdienst, сокращённо — ZKD) — особый вид служебной почты, существовавшей в Германской Демократической Республике (ГДР) и обеспечившей почтовую связь между государственными органами, учреждениями, народными предприятиями и общественными организациями ГДР.

## История
ЦКД была организована как «служебная почта А» (Verwaltungspost A) на основе обычной почты, обменной почты (с 1951 года) и государственной ценной почты. Необходимость в создании такой особой почтовой службы была вызвана провокациями со стороны агентуры ФРГ и Западного Берлина с использованием обычной коммерческой почты предприятий и учреждений ГДР.
ЦКД функционировала на основе государственных почтовых учреждений, но в ведении Министерства внутренних дел ГДР. Почтовые отправления ЦКД принимались и сдавались в соответствии со специальной инструкцией по безопасности. Центральная курьерская служба действовала на территории ГДР с 10 октября 1955 года по 1 июля 1990 года. При этом вначале она обслуживала потоки почтовых отправлений в Берлине, а с 1 апреля 1956 года была распространена на всю территорию страны.
В 1955—1956 годах вся корреспонденция Центральной курьерской службы обрабатывалась красным календарным штемпелем почтового отделения Берлин 017 с надписью нем. «Bezahlt» (Оплачено).

## Служебные марки ЦКД
Первоначально Центральной курьерской службой применялись выпущенные 1 апреля 1956 года служебные марки, на которых были изображены цифры номинала, а также помещён текст «Dienstmarke» («Служебная марка»). Эти марки были изъяты из обращения 30 сентября 1956 года.
В дальнейшем, в 1956—1957 годах, для нужд ЦКД были эмитированы специальные служебные марки номиналами в 10, 20, 40 и 70 пфеннигов и с надписью «Zentraler Kurierdienst» («Центральная курьерская служба»). Название страны, «DDR», давалось белыми буквами на заднем плане марок. Первая их серия была отпечатана 1 октября 1956 года (Sc #O33—O36). Марки были выполнены в двух красках — сиреневой для фона и чёрной для надписей — и были в обращении до 30 апреля 1957 года. 15 апреля 1957 года для выяснения источников утечки марок они были снабжены ручной надпечаткой фиолетового цвета четырёхзначного контрольного номера. Первые две цифры означали номер округа, для которого была предназначена марка (к примеру, цифра 16 обозначала центральные учреждения Берлина), следующие — номер района. В начале апреля того же года была произведена допечатка двухцветных марок номиналами в 10 и 20 пфеннигов (Sc #O44, O45). Позднее, 15 апреля, выходили ещё марки тех же двух номиналов, но уже с надпечаткой контрольного номера. Марки с надпечатками находились в обращении до 31 декабря 1957 года.

## «Полоски ЦКД»
В 1958—1961 годах для Центральной курьерской службы также выпускались специальные наклейки в билетной форме, называемые «полосками ЦКД» (Wertstreifen in Billettform). Oни представляли собой франкировочные наклейки ЦКД и предназначались для франкировки почтовых отправлений, пересылаемых «служебной почтой А». Первые такие «полоски» поступили в обращение 2 января 1958 года. Внешне они были похожи на предыдущие служебные марки, но фон был выполнен жёлтым цветом, а надпись «Zentraler Kurierdienst» — красной краской. Отличие также заключалось в том, что на них дополнительно печатался многозначный контрольный номер (обозначавший районы округов, для которых предназначалась наклейка) и вместо номинала 10 или 20 пфеннигов рисовались соответственно одна или две черточки с левой и правой стороны марок. Округ обозначался буквами (например, А — Магдебург, В — Потсдам и т. д.). В 1959 году появились «полоски» нового дизайна с надписью «DDR/ZKD» («ГДР/ЦКД»), причем 10- и 20-пфенниговые марки различались по цвету этой надписи, а также фона и контрольного номера. Однако в декабре 1959 году вернулись к дизайну, напоминавшему «полоски» 1958 года. В сентябре 1960 года был подготовлен новый выпуск этих «полосок», но в обращение он так и не поступил.
С сентября 1960 по июль 1963 года марки для ЦКД не выпускались. Вся корреспонденция обрабатывалась специальным штампом.

## Контрольные наклейки ЦКД
В 1963—1964 годах эмитировались контрольные наклейки ЦКД (нем. Laufkontrollzettel) с надписью «DDR/ZKD» («ГДР/ЦКД»), которые применялись в государственных учреждениях для контроля за количеством и сроками прохождения корреспонденции, пересылаемой «служебной почтой А», и не имели никакой франкировочной стоимости. Были изъяты из обращения 15 июля 1964 года.

## НаклейкиVDи марки для уведомления о вручении
В 1965—1966 годах были выпущены особые наклейки ЦКД для секретной служебной почты (VD, от нем. Vertrauliche Dienstsache — конфиденциальное служебное письмо) и служебные марки для почтовых отправлений с доставочным формуляром, или марки для уведомления о вручении (ZU, от нем. Zustellungsurkunde — расписка в получении). Первые являлись франкировочными наклейками, и на них был указан номинал в виде цифры «20» (20 пфеннигов). Марки для уведомления о вручении были в целом похожего дизайна, но имели номинал в 65 пфеннигов. Их иногда также считают доставочными марками. Оба этих вида знаков для оплаты услуг ЦКД вышли из употребления 31 августа 1969 года.
| Наклейки ЦКД                                                                                      | Наклейки ЦКД                                                                   | Наклейки ЦКД                                           |
| ------------------------------------------------------------------------------------------------- | ------------------------------------------------------------------------------ | ------------------------------------------------------ |
|                                                                                                   |                                                                                |                                                        |
| Контрольная наклейка (нем. Laufkontrollzettel) ЦКД для государственных предприятий, 1964 (Mi #52) | Наклейка (нем. Aufkleber) ЦКД для секретной служебной почты (VD), 1965 (Mi #1) | Марка для уведомления о вручении ЦКД (ZU) 1965 (Mi #2) |